# Paratanytarsus similatus
Paratanytarsus similatus är en tvåvingeart som först beskrevs av Malloch 1915.  Paratanytarsus similatus ingår i släktet Paratanytarsus och familjen fjädermyggor. Inga underarter finns listade i Catalogue of Life.